# TJ Tatran Všechovice
TJ Tatran Všechovice (celým názvem: Tělovýchovná jednota Tatran Všechovice) je český fotbalový klub, který sídlí v obci Všechovice v Olomouckém kraji. Založen byl v roce 1951 po fúzi všechovického Sokola, Orla i místního Sportovního klubu Všechovice. Historie Sokola i Orla začala shodně v roce 1920. První zmínky o SK jsou teprve z roku 1940, kdy byla přerušena jeho činnost protektorátními úřady. Od sezóny 2019/20 působí v Divizi E (4. nejvyšší soutěž v republice). Klubové barvy jsou bílá a modrá.

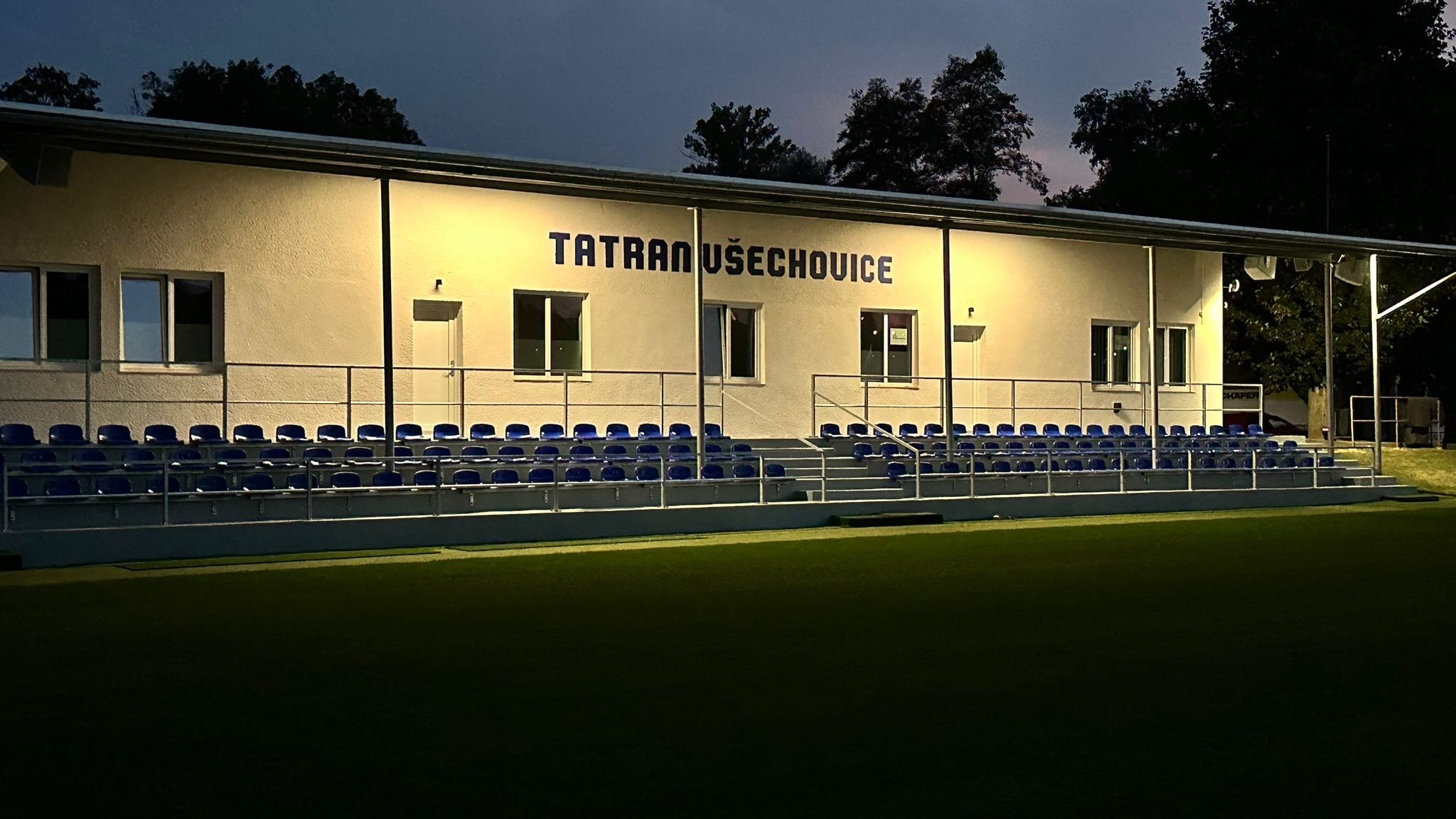
Stadion Všechovice

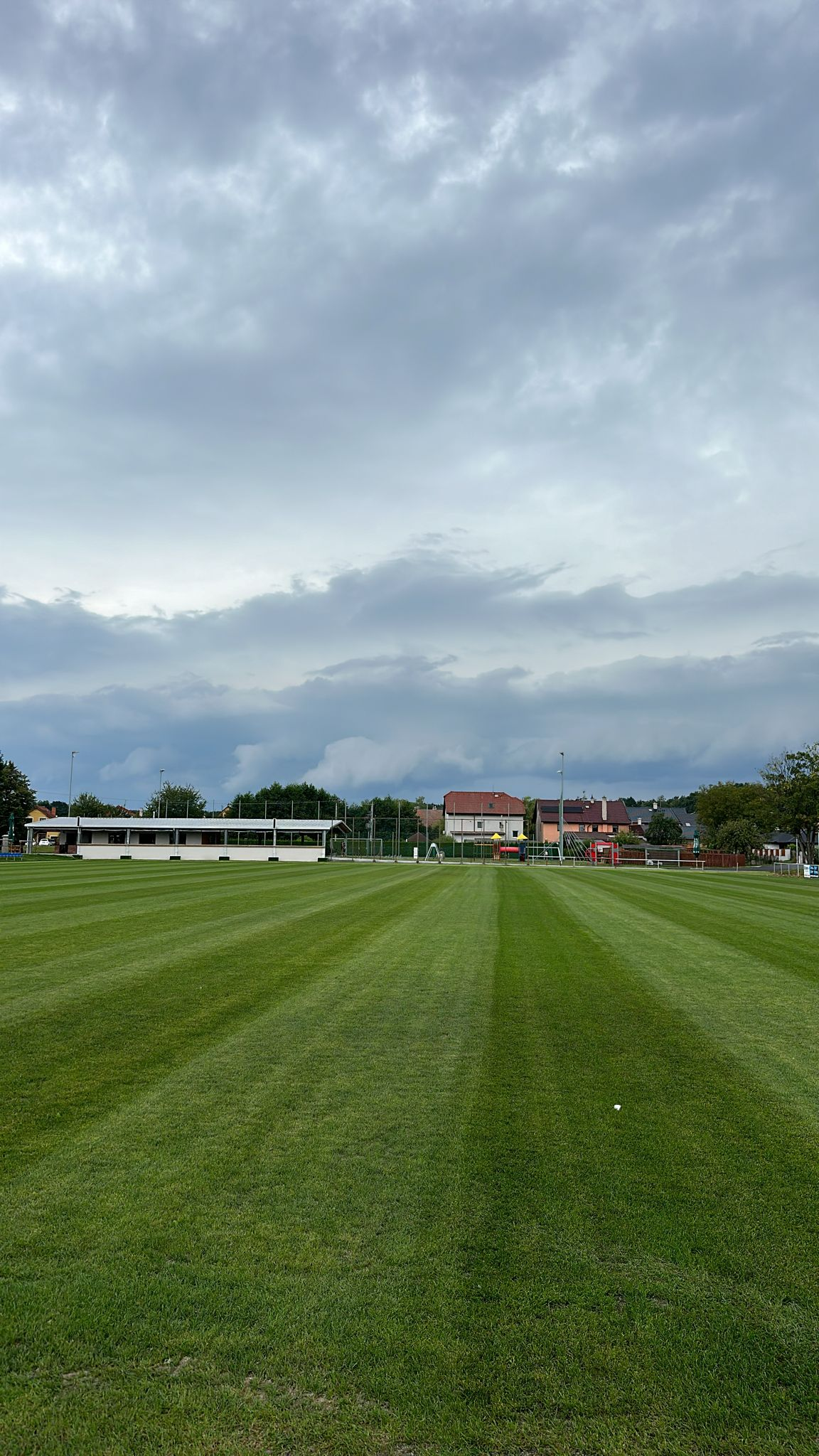
Rekonstrukce hřiště 2024 - Nový trávník

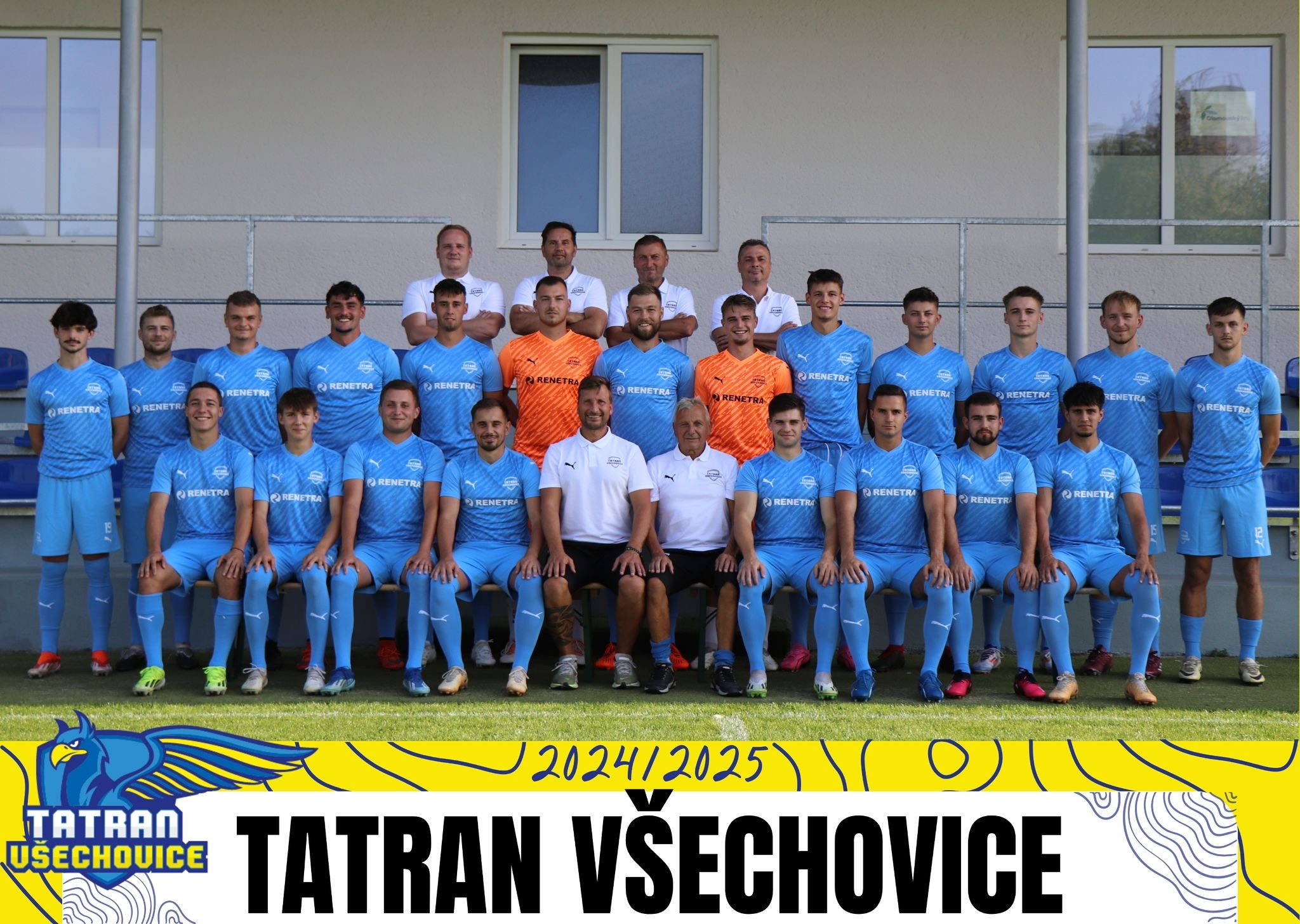
A tým Tatran Všechovice 2024/2025

Své domácí zápasy odehrává na stadionu ve Všechovicích.

## Historické názvy
Zdroj: 
- 1951 – TJ Tatran Všechovice (Tělovýchovná jednota Tatran Všechovice)

## Umístění v jednotlivých sezonách
Stručný přehled
Zdroj: 
- 2003–2015: I. B třída Olomouckého kraje – sk. A
- 2015–2017: I. A třída Olomouckého kraje – sk. B
- 2017–2019: Přebor Olomouckého kraje
- 2019– : Divize E

Jednotlivé ročníky
Zdroj: 
Legenda: Z - zápasy, V - výhry, R - remízy, P - porážky, VG - vstřelené góly, OG - obdržené góly, +/- - rozdíl skóre, B - body, červené podbarvení - sestup, zelené podbarvení - postup, fialové podbarvení - reorganizace, změna skupiny či soutěže
| Česko (2003 – ) |                                      |        |    |    |       |    |    |    |     |    |        |
| Sezóny          | Liga                                 | Úroveň | Z  | V  | R     | P  | VG | OG | +/− | B  | Pozice |
| 2003/04         | I. B třída Olomouckého kraje – sk. A | 7      | 26 | 11 | 7     | 8  | 45 | 44 | +1  | 40 | 6.     |
| 2004/05         | I. B třída Olomouckého kraje – sk. A | 7      | 24 | 10 | 3     | 11 | 53 | 42 | +11 | 33 | 6.     |
| 2005/06         | I. B třída Olomouckého kraje – sk. A | 7      | 26 | 10 | 2     | 14 | 48 | 46 | +2  | 32 | 12.    |
| 2006/07         | I. B třída Olomouckého kraje – sk. A | 7      | 26 | 13 | 5     | 8  | 69 | 45 | +24 | 44 | 3.     |
| 2007/08         | I. B třída Olomouckého kraje – sk. A | 7      | 26 | 15 | 3     | 8  | 66 | 48 | +18 | 48 | 4.     |
| 2008/09         | I. B třída Olomouckého kraje – sk. A | 7      | 26 | 18 | 5     | 3  | 72 | 30 | +42 | 59 | 2.     |
| 2009/10         | I. B třída Olomouckého kraje – sk. A | 7      | 26 | 10 | 2     | 14 | 46 | 51 | −5  | 32 | 12.    |
| 2010/11         | I. B třída Olomouckého kraje – sk. A | 7      | 26 | 9  | 7     | 10 | 42 | 47 | −5  | 34 | 8.     |
| 2011/12         | I. B třída Olomouckého kraje – sk. A | 7      | 26 | 11 | 3     | 12 | 59 | 52 | +7  | 36 | 8.     |
| 2012/13         | I. B třída Olomouckého kraje – sk. A | 7      | 26 | 14 | 3     | 9  | 58 | 48 | +10 | 45 | 4.     |
| 2013/14         | I. B třída Olomouckého kraje – sk. A | 7      | 26 | 13 | 3     | 10 | 51 | 50 | +1  | 42 | 3.     |
| 2014/15         | I. B třída Olomouckého kraje – sk. A | 7      | 26 | 18 | 2     | 6  | 67 | 33 | +34 | 56 | 1.     |
| 2015/16         | I. A třída Olomouckého kraje – sk. B | 6      | 26 | 11 | 4     | 11 | 70 | 73 | −3  | 37 | 6.     |
| 2016/17         | I. A třída Olomouckého kraje – sk. B | 6      | 26 | 17 | 1 / 1 | 7  | 78 | 46 | +32 | 54 | 1.     |
| 2017/18         | Přebor Olomouckého kraje             | 5      | 26 | 8  | 6 / 2 | 10 | 58 | 40 | +18 | 38 | 6.     |
| 2018/19         | Přebor Olomouckého kraje             | 5      | 28 | 16 | 8     | 4  | 70 | 34 | +36 | 61 | 1.     |
| 2019/20 **      | Divize E                             | 4      | 13 | 0  | 2     | 11 | 11 | 36 | −25 | 2  | 14.    |
| 2020/21 **      | Divize E                             | 4      | 10 | 7  | 0     | 3  | 19 | 18 | +1  | 21 | 2.     |
| 2021/22         | Divize E                             | 4      | 26 | 7  | 5     | 14 | 43 | 70 | −27 | 26 | 11.    |
| 2022/23         | Divize E                             | 4      | 26 | 8  | 4     | 14 | 53 | 65 | −12 | 28 | 11.    |
| 2023/24         | Divize E                             | 4      | 30 | 8  | 7     | 15 | 66 | 71 | −5  | 31 | 12.    |
| 2024/25         | Divize E                             | 4      | 28 | 14 | 6     | 8  | 52 | 44 | +8  | 48 | 4.     |

Poznámky:
- Od ročníku 2016/17 včetně se hraje v Olomouckém kraji tímto způsobem: Pokud zápas skončí nerozhodně, kope se penaltový rozstřel. Jeho vítěz bere 2 body, poražený pak jeden bod. Za výhru po 90 minutách jsou 3 body, za prohru po 90 minutách není žádný bod.

**= sezona předčasně ukončena v dubnu 2020 v důvodu pandemie covidu-19.